# Narycia renovata
Narycia renovata är en fjärilsart som beskrevs av Edward Meyrick 1922. Narycia renovata ingår i släktet Narycia och familjen säckspinnare. Inga underarter finns listade i Catalogue of Life.